# Дмитрий Донской (крейсер)
«Дмитрий Донской» — российский океанский броненосный крейсер (полуброненосный фрегат), головной в серии из двух кораблей (второй — «Владимир Мономах»). Спущен на воду 18 августа 1883 года, в строй вошёл осенью 1885 года.

## Замысел и проект
Родоначальником идеи российского океанского крейсера был вице-адмирал Андрей Александрович Попов, которому довелось командовать отрядом винтовых корветов и клиперов. Опыт, накопленный при создании первых в мире броненосных крейсеров с металлическим корпусом типа «Генерал-Адмирал», и переделке в крейсер несостоявшегося броненосца «Минин», он воплотил в двух вариантах проекта нового крейсера, запросив одновременно оценку крейсерских качеств «Минина» у адмирала Аврамия Богдановича Асланбегова, начальника отряда крейсеров. В ответ Асланбегов собрал предложения и замечания девяти главных специалистов крейсера: командира капитана 1-го ранга Назимова, старшего офицера капитан-лейтенанта Юрьева, старшего инженер-механика капитана Пестинского, старшего артиллерийского офицера поручика Павловского, старшего штурманского офицера поручика Кошелева, трюмного механика подпоручика Якобсона, минного прапорщика Черепанова, корабельного инженера прапорщика Александрова, старшего судового врача коллежского асессора Држиевича. Суть основных предложений можно суммировать следующим образом:
- крейсер должен быть фрегатом, а не корветом, то есть иметь закрытую батарею;
- артиллерия должна быть большего калибра и в меньшем количестве;
- размеры необходимо увеличить:
  - в длину с 87,8 до 91,5 м;
  - в ширину с 14,9 до 17,1 м.
- скорость следует довести до 16-17 узлов;
- мощность машины следует довести с 900 до 1000 номинальных л. с.;
- запас угля следует повысить до 1200 т;
- следует отказаться от двойных марса-рей;
- следует уменьшить число торпедных аппаратов до четырёх.

Однако записка Асланбегова, по сути, осталась без последствий. Пользуясь своим высоким положением, адмирал Попов, минуя председателя Морского технического комитета, добился одобрения своих проектов генерал-адмиралом и 30 января 1880 г. представил их на рассмотрение МТК.
Проекты предусматривали установку вертикальных паровых машин двойного расширения мощностью по 3500 л. с., действовавших на одну линию вала, что при движении экономической скоростью с половинным числом котлов позволяло отключать одну машину и существенно экономить топливо. Расчетной мощности хватало для достижения скорости 15-16 узлов. Расчёты автономности показывали, что при запасе угля в 1050 т крейсер может идти 7-8 суток полным ходом и до 30 суток экономическим (9 узлов). Для увеличения автономности крейсер должен был сохранить парусную оснастку фрегата и подъёмные гребные винты.
Попов считал необходимым ограничиться неполным (не доходящим до носовой и кормовой оконечностей) броневым поясом, замкнутым в носу и корме броневыми траверзами. В отношении вооружения крейсера Попов предлагал поступить прямо вопреки им же предложенному принципу «меньше, но более тяжёлых орудий».
Избрав более лёгкий проект, составленный по образцу «Минина», МТК (журналом № 22 от 15 февраля 1880 г.), а за ним и управляющий Морским министерством одобрили его для постройки.
Главная особенность, которая отличала «Дмитрий Донской» от «Владимира Мономаха», состояла в том, что имел только один гребной винт вместо двух.

## Постройка и изменения в проекте
10 марта 1880 года строителем полуброненосного фрегата на верфи Нового Адмиралтейства назначен подполковник Н. А. Самойлов, в помощь которому был назначен штабс-капитан Потапов. 31 мая приступили к подготовительным работам и заказу материалов.
6 марта МТК потребовал изготовлять броневой шельф, обшивку под броню, машинные и котельные фундаменты из стали, а не железа. 10 сентября с получением первой партии стали с Невского завода, началась стапельная сборка корпуса.
К сентябрю работа застопорилась, поскольку заводы не справлялись с графиком поставки стали и железа, и пришлось заказывать стальной профиль в Англии.
В ноябре МТК предложил, ориентируясь на английские крейсеры Phaeton, Leander и Arethusa, вооружить строящийся фрегат паровым катером с минным аппаратом для стрельбы самодвижущимися минами Уайтхеда.
В декабре «заведующий минной частью на флоте» контр-адмирал Константин Павлович Пилкин передал указание генерал-адмирала установить в жилой палубе фрегата 3-4 неподвижных минных аппарата (впервые в истории российского флота), доработав проект с минными специалистами Кронштадтского порта.
С 18 декабря 1880 г. строителем фрегата стал штабс-капитан корпуса корабельных инженеров Николай Евлампиевич Кутейников.
В январе 1881 года новый управляющий Морским министерством контр-адмирал Алексей Алексеевич Пещуров предложил установить на фрегате облегчённые 229-мм орудия. Это изменение привело бы к перегрузке корабля, что уменьшило бы запас топлива, либо потребовало бы сокращения числа 152-мм пушек до восьми. Однако новая 203-мм пушка, проходившая испытания на Обуховском заводе, имела такую же пробивную силу, поэтому предложение Пещурова было отвергнуто.
28 марта кораблю было присвоено имя «Дмитрий Донской».
В конце марта по инициативе главного инженер-механика флота генерал-лейтенанта Соколова решили ликвидировать подъёмную конструкцию винта и сделать винт стационарным четырёхлопастным. Впоследствии это решение привело к тому, что тормозящий эффект неподъёмного винта лишал фрегат возможности эффективно двигаться под парусом. 7 апреля решили изменить состав артиллерии фрегата — два 203/30-мм орудия и четырнадцать 152/28-мм.
9 мая состоялась церемония официальной закладки «Дмитрия Донского» — в присутствии генерал-адмирала Константина Николаевича на 43-м шпангоуте у киля была помещена серебряная закладная доска.
В августе приняли решение целиком заменить железную броню на сталежелезную, что привело к срочному изменению заказа и конструкции корабля — предполагавшуюся обшивку брони деревом и медью отменили. Для защиты брони от коррозии между плитами и медной обшивкой корпуса установили цинковую полосу. Для крепления вант пришлось изобретать добавочные переборки позади броневого борта. Броневые плиты длиной 4,6 м и высотой 2,2 м с трапециевидным сечением (127 мм внизу и 152 мм вверху) заказали английской фирме Каммель.
Очередной новый управляющий Морским министерством вице-адмирал Иван Алексеевич Шестаков, осматривая работы на «Донском», предложил превратить 6-дюймовую батарею в полностью закрытую, а оба 8-дюймовых орудия поднять на образовавшуюся верхнюю палубу. В марте 1882 года это изменение в проекте было санкционировано.
«Донскому» неожиданно подошёл по размерам паровой рулевой привод системы Фарко, заказанный для «Генерал-Адмирала», но не поместившийся в его корпусе. Однако штурвал, по традиции парусного флота разместили на корме, тогда как машинный телеграф находился на переднем мостике. Никакие ходатайства об установке на переднем мостике второго штурвала действия не возымели — был установлен лишь второй телеграф на полуюте.
Чтобы создать винту условия работы в свободной воде, пришлось изобретать особый румпель «параллелограммного движения». Успешно решили сложнейшую технологическую задачу склепывания медного форштевня с концевым листом коробчатого горизонтального киля.
18 августа 1883 года крейсер «Дмитрий Донской» был спущен на воду. Достроечные работы в Кронштадте осложнялись бюрократическими пререканиями между двумя казёнными портами и затянулись на два года.
В мае 1885 г. на корабле начались приёмки и испытания технических средств, артиллерии и минного оружия. Также готовились к визиту императора и к заграничному плаванию. В итоге до августа «Донской» смог выйти в море только три раза. Крейсер показал среднюю мощность машин 5972 л. с. и среднюю скорость 16,16 узлов.

## Служба
Осенью 1885 года корабль был отправлен в Средиземное море, где в течение двух лет возглавлял особый отряд Средиземного моря.
В 1887 году вошёл в состав Тихоокеанской эскадры под командованием контр-адмирала А. А. Корнилова.
В мае 1889 года вернулся в Кронштадт. По возвращении тяжёлый деревянный рангоут был заменён лёгкими стальными мачтами. Главной проблемой было усиленное обрастание корпуса, которое захватывало не только на сталь но и медную обшивку. В качестве временной меры в японском доке поверхность брони была покрыта лаком, а по возвращении в Кронштадт было решено распространить конструкцию защиты подводной части корпуса и на броневой пояс.

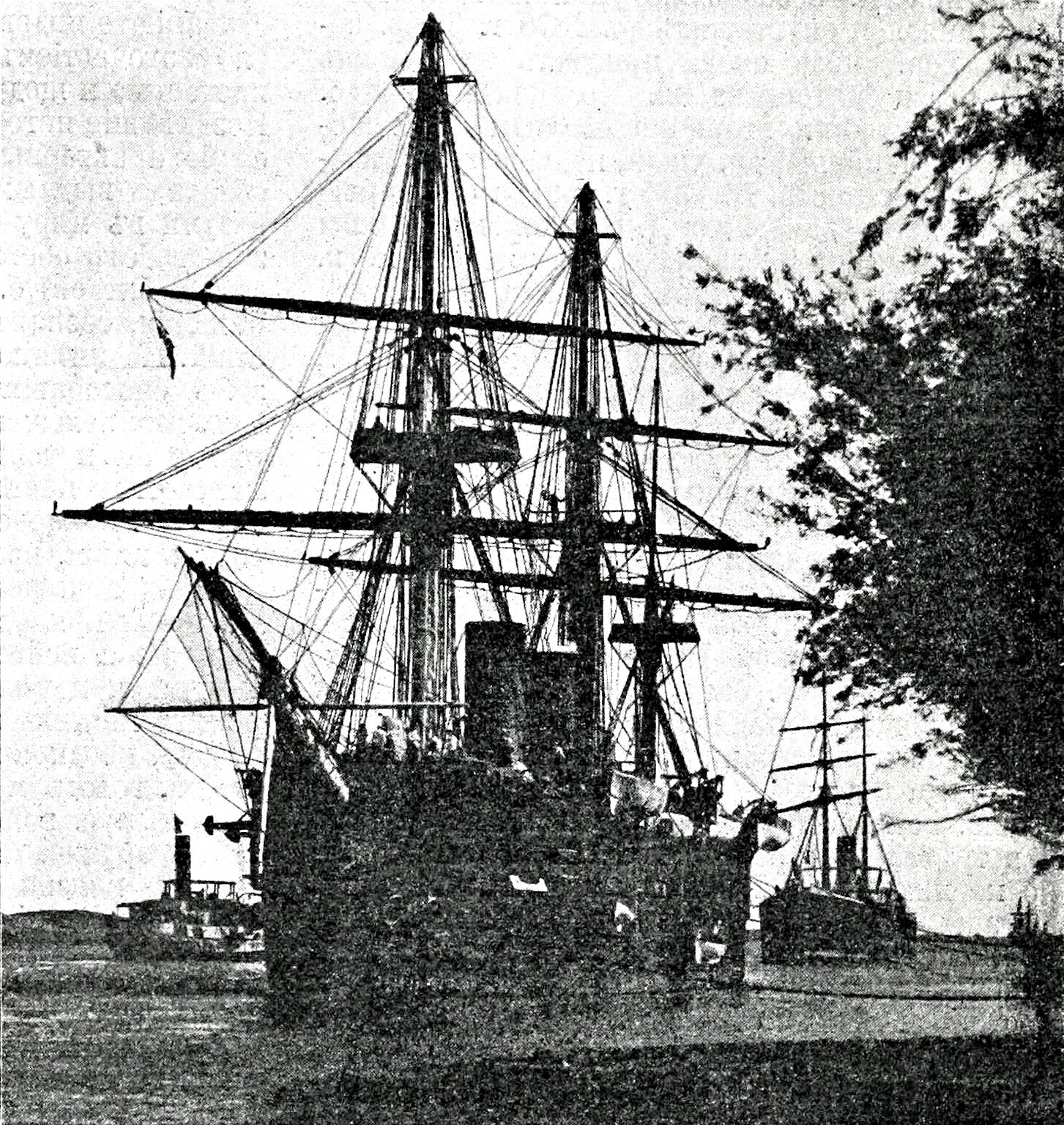
Крейсер Дмитрий Донской
(фото из «Военной энциклопедии»; 1912)

21 сентября 1891 года переоснащённый крейсер вышел в Средиземное море, где возглавил отряд из фрегата «Минин», клипера «Забияка» и черноморской канонерской лодки «Уралец». В марте 1892 г. отряд расформировали, а «Дмитрий Донской» прошёл Мраморным морем в Константинополь и далее в Чёрное море. Поступив в распоряжение великого князя Георгия Александровича, «Донской» доставил его в Пирей и продолжил плавание на Дальний Восток.
С июля 1892 г. крейсер базировался во Владивостоке, составляя главную ударную силу эскадры. В августе, подняв флаг младшего флагмана, «Донской» принимал визиты иностранных кораблей.
В феврале 1893 года крейсер вышел в Порт-Саид, где его командира капитана 1-го ранга Гессена должен был сменить капитан 1-го ранга Николай Александрович Зеленой. Крейсеру предстояло возглавить русский отряд (под флагом старшего флагмана 1-й флотской дивизии вице-адмирала Николая Ивановича Казнакова), шедший по приглашению правительства США на торжества по случаю 400-летия открытия Америки. В этом плавании в команде крейсера состояли великий князь Александр Михайлович (вахтенный начальник) и великий герцог Мекленбург-Шверинский.
16 марта «Донской» отправился в плавание. Из-за неудачной картины ветров и тщетных попыток идти под парусом крейсер опоздал к месту сбора международной эскадры и пришёл прямо в Нью-Йорк, где принял салют пришедших вовремя 34 кораблей. «Донской» занял флагманское место в отряде из крейсеров «Генерал-Адмирал» и «Рында», превратившись в объект паломничества американцев.
В сентябре крейсер прибыл на родину. Изношенные машины и котлы требовали капитального ремонта. В 1894 г. эти работы были закончены. В 1895 г. на крейсере сменили артиллерию ГК, заменив её на патронные орудия системы Канэ (шесть 152-мм и десять 120-мм пушек).
29 октября 1895 года, пройдя приёмные испытания, «Дмитрий Донской» и новейший крейсер «Рюрик» вышли в Средиземное море, где намечался конфликт из-за черноморских проливов.

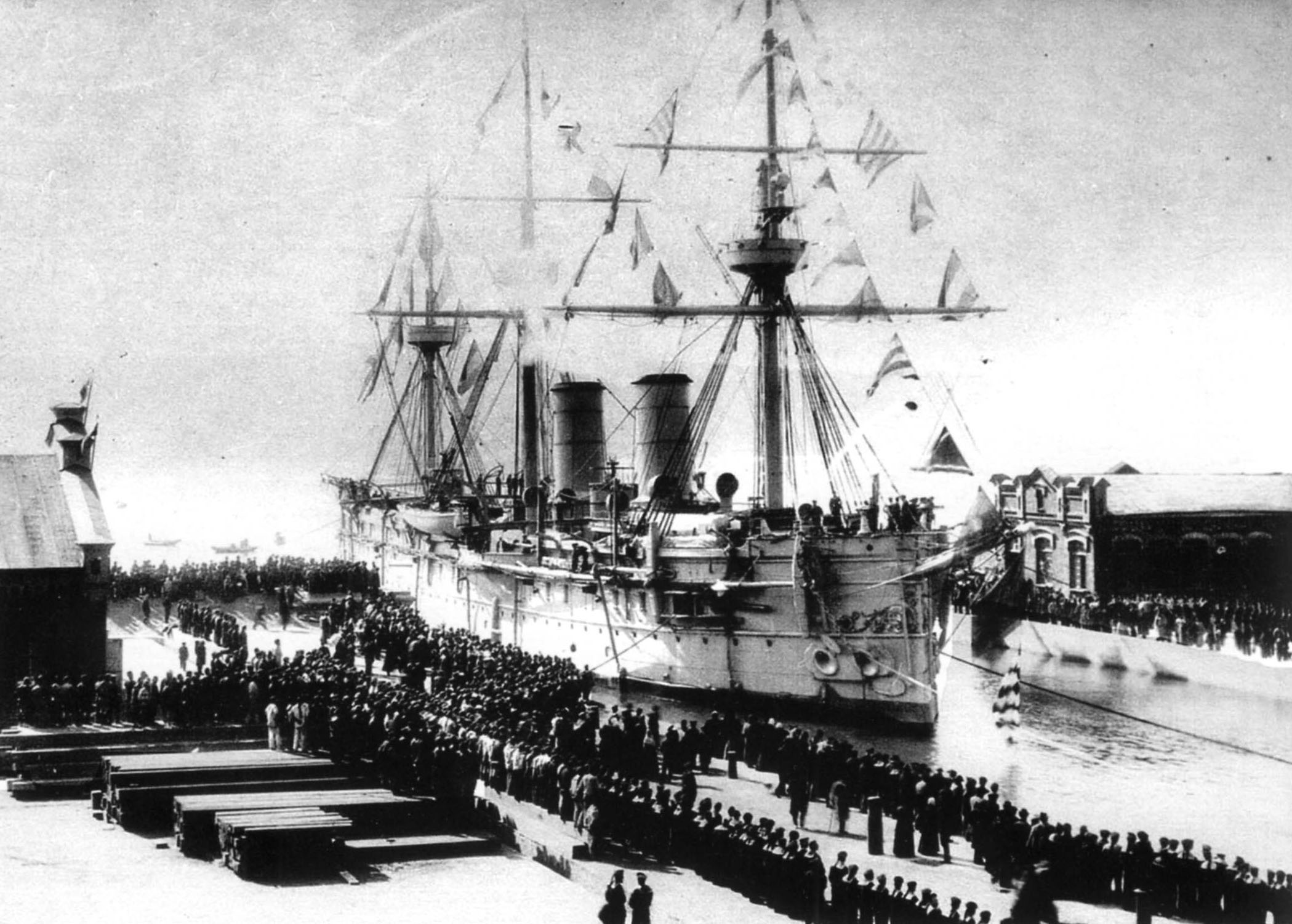
«Дмитрий Донской» на открытии Владивостокского сухого дока, 7 октября 1897 года

14 февраля 1896 года крейсера были отправлены на Дальний Восток, и 9 апреля прибыли в Нагасаки. Этот этап тихоокеанской службы затянулся для «Донского» на шесть лет. 7 октября 1897 года он первым вошёл в новый владивостокский сухой док, а в марте 1898 года побывал в только что «арендованном» у Китая Порт-Артуре. В 1900 году крейсер участвовал в больших манёврах флота и армии под Порт-Артуром, перешедших в реальные боевые действия, связанные с «восстанием боксеров».
12 декабря 1901 года «Донской» (под командованием капитана 1-го ранга М. И. Ван-дер-Шкруфа) в составе броненосного отряда под флагом контр-адмирала Г. П. Чухнина вернулся из Порт-Артура в Кронштадт, где был переоборудован в учебно-артиллерийский корабль для Тихоокеанской эскадры: шесть из десяти его 120-мм пушек заменили на 75-мм орудия. В 1903 году крейсеры «Донской» и «Алмаз» должны были конвоировать на Дальний Восток отряд миноносцев, но сборы затянулись, и крейсер вошёл в состав отдельною отряда под командованием контр-адмирала А. А. Вирениуса. К началу войны отряд успел преодолеть только Красное море, получив приказ вернуться. Командир «Донского» капитан 1-го ранга Л. Ф. Добротворский без приказа приступил к перехвату военных грузов, шедших в Японию, но получил из Главного морского штаба категорическое предписание освободить задержанные суда.

## Цусимское сражение

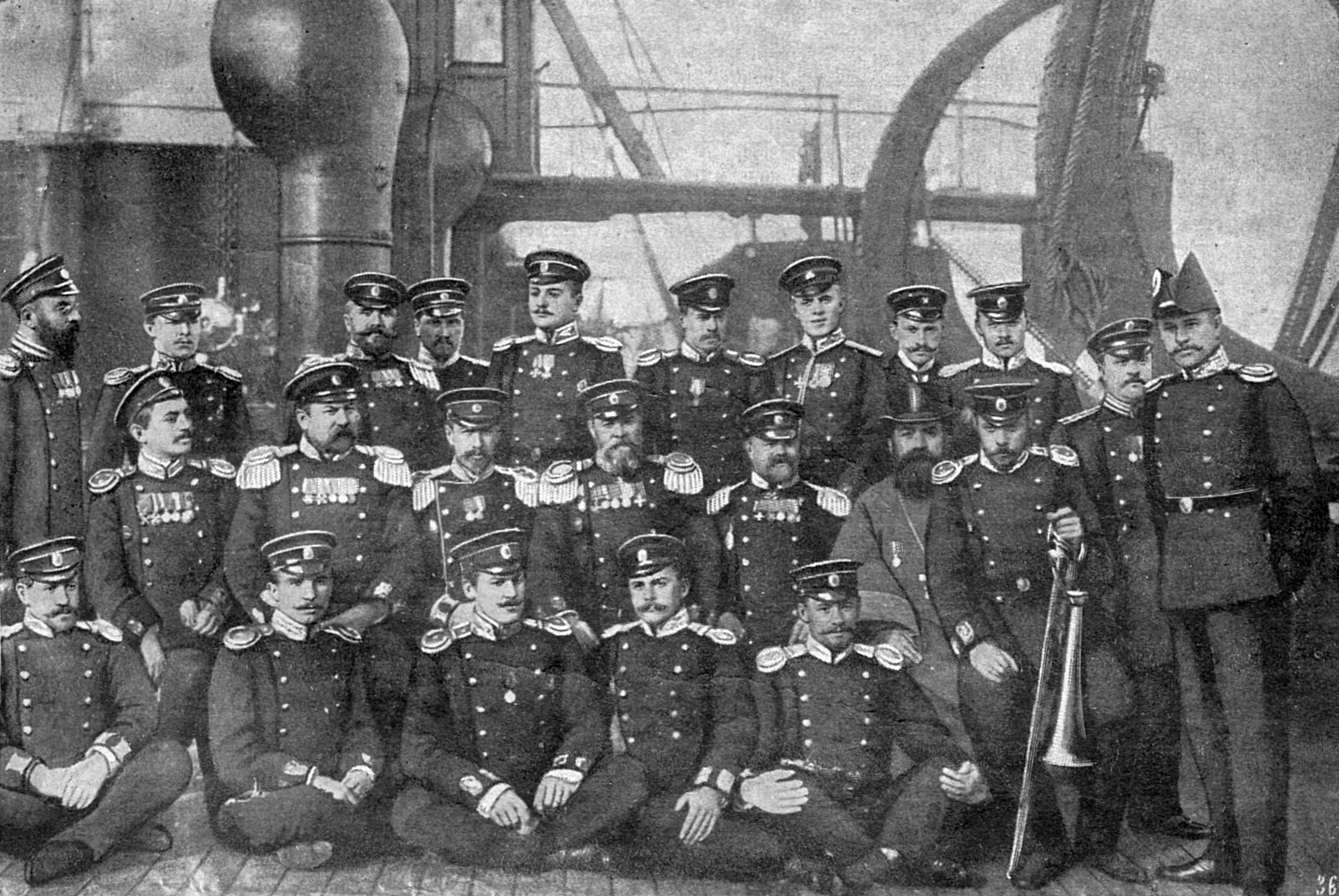
Офицеры крейсера во время Цусимского похода

В 1904 году «Дмитрий Донской» (под командованием капитана 1-го ранга Ивана Николаевича Лебедева) вошёл в состав 2-й Тихоокеанской эскадры под флагом вице-адмирала З. П. Рожественского и, проделав с эскадрой весь путь вокруг мыса Доброй Надежды, 14 мая 1905 года вступил в дневной бой в Корейском проливе в составе колонны крейсеров под флагом контр-адмирала О. А. Энквиста.
В один из моментов боя «Дмитрий Донской» и «Владимир Мономах» прикрыли собой лишившуюся управления «Аврору», оказавшись под градом снарядов японских крейсеров. Отвечая, старые русские крейсера сумели нанести повреждения нескольким японским кораблям. Тем временем быстроходные «Олег», «Жемчуг» и вернувшая управление «Аврора», развив полную скорость, вышли из боя. Тихоходный «Дмитрий Донской» остался один, сумел избежать атак миноносцев, дождался ночи и 9-узловым ходом, погасив огни, пошёл во Владивосток.

Из всех кораблей 1-го ранга, входивших в эскадру, «Дмитрий Донской» сумел ближе всех подойти к цели плавания — Владивостоку. Ночью с 14 на 15 мая он шёл на север вместе с миноносцами «Бедовый» и «Грозный». Утром, у острова Дажелет в Японском море группу нагнал миноносец «Буйный», на котором находился раненый адмирал Рожественский и его штаб. Машины «Буйного» были в очень плохом состоянии, а сам он был перегружен спасёнными с броненосца «Ослябя» людьми. Адмирал Рожественский со своим штабом перешли на «Бедовый» и, забрав с собой миноносец «Грозный», ушли по направлению к Владивостоку, оставив миноносец «Буйный» в очень тяжёлом положении. Было решено пересадить всех людей с «Буйного» на крейсер, а миноносец затопить. Перегрузка длилась около 5 часов, после чего «Дмитрий Донской» артиллерийским огнем потопил обреченный миноносец.
«Достойно замечания то обстоятельство, что в миноносец, который был неподвижен, в каких-нибудь тридцати саженях от неподвижного же крейсера, попали только по шестому выстрелу из современной шестидюймовой пушки Кане, снабженной оптическим прицелом Перепелкина» — К. Блохин, старший офицер крейсера «Дмитрий Донской»
Этот эпизод в изложении А. С. Новикова—Прибоя получил широкую огласку, однако есть и иная версия событий. Вахтенный начальник мичман В. Е. Затурский описал ситуацию так: «По „Буйному“ было сделано девять выстрелов из шестидюймового орудия, с расстояния от 2 до 3 кабельтовых. Один снаряд не попал, остальные восемь, хотя и попали, но большинство из них не рвалось, так что прошло минут 20-30 с момента начала стрельбы, прежде чем миноносец затонул…».
Однако время было потеряно, и в 4 часа дня на горизонте появились 6 японских быстроходных крейсеров («Нанива», «Такачихо», «Акаси», «Цусима», «Отова», «Ниитака») и 4 миноносца, которые взяли одинокий корабль в клещи. Отказавшись сдаться и отстреливаясь на оба борта, «Дмитрий Донской» сумел подбить два вражеских крейсера («Нанива» и «Отава»), но и сам получил такие повреждения, что продолжать путь не мог — насосы не справлялись с поступающей через пробоины водой; была сбита задняя труба, из-за чего сильно уменьшилась тяга и снизилась скорость и без того тихоходного судна. За ночь на остров Уллындо перевезли экипаж, команду «Буйного», спасённых с «Осляби» и смертельно раненого командира (через несколько дней он скончался в плену). С рассветом старший офицер корабля К. П. Блохин отвёл крейсер от берега и открыл кингстоны. В 9 часов 15 минут утра 16 мая «Дмитрий Донской» затонул, не спустив флага. Высадившиеся на остров моряки были захвачены в плен японским десантом.

## Обнаружение
15 июля 2018 года в 9:50 по местному времени, южнокорейские поисковики компании Shinil Group нашли «Дмитрия Донского» в Японском море в 1,3 километра от острова Уллындо на глубине 434 метра. Корпус сильно пострадал от снарядов, корма почти разрушена, но борта и палуба хорошо сохранились. Было заявлено о намерении поднять крейсер.
Ранее компания Don-A Construction заявляла об обнаружении затонувшего крейсера, однако не смогла поднять его и в 2001 году объявила банкротство. Кроме этого, по историческим слухам крейсер вёз золото для Российского тихоокеанского флота, что могло бы значительно повысить его ценность, хотя многие исследователи сомневаются в наличии золота на борту. Shinil Group называет вес золотого груза около 200 тонн.
Как показало дальнейшее полицейское расследование, вся история с 200 тоннами золота изначально была задумана как мошенничество с распространением выпущенной под «подъем» криптовалюты. В результате аферы удалось собрать около 50 млн долларов. При этом, по мнению полиции, корабль с самого начала никто и не собирался поднимать.

## Список офицеров крейсера во время Цусимского сражения
1. П. Н. Добровольский, иеромонах, судовой священник
2. И. И. Тржемеский, лекарь, младший судовой врач
3. К. П. Герцог, надворный советник, старший судовой врач
4. Н. Д. Никитин, титулярный советник, комиссар
5. А. И. Михалевский, поручик КИМФ, трюмный механик
6. Н. П. Разумовский, прапорщик по механической части, младший судовой механик
7. Н. В. Скворцов, поручик КИМФ, младший судовой механик
8. В. Н. Кольцов, поручик КИМФ, младший судовой механик
9. П. А. Мордовин, подполковник КИМФ, старший судовой механик
10. И. П. Мамонтов, прапорщик по морской части, вахтенный офицер
11. А. И. Августовский, прапорщик по морской части, вахтенный офицер
12. В. В. Вилькен, мичман, вахтенный офицер
13. М. Г. Кнюпфер, мичман, вахтенный офицер, командир носового плутонга
14. М. Ф. Синявский, мичман, вахтенный начальник
15. В. Е. Затурский, мичман, вахтенный начальник
16. А. Ф. фон Гернет, мичман, вахтенный начальник
17. Д. Д. Добрев, лейтенант болгарского флота, вахтенный начальник[11]
18. Б. К. Шутов, лейтенант, младший минный офицер
19. А. О. Старк, лейтенант, старший минный офицер
20. П. Н. Дурново, лейтенант, старший артиллерийский офицер (убит)
21. Н. М. Гирс, лейтенант, младший штурманский офицер (убит)
22. Г. С. Шольц, полковник КФШ, старший штурманский офицер (убит)
23. К. П. Блохин, капитан 2-го ранга, старший офицер
24. И. Н. Лебедев, капитан 1-го ранга, командир (умер от ран)

## Командиры крейсера
- 25.04.1883 — 15.03.1885 — капитан 1-го ранга Басаргин, Владимир Григорьевич
- хх.хх.1885 — 24.11.1886 — флигель-адъютант капитан 1-го ранга Диков, Иван Михайлович
- 24.11.1886 — хх.хх.1889 — капитан 2-го ранга (с 1887 капитан 1-го ранга) Скрыдлов, Николай Илларионович
- хх.хх.1889 — хх.хх.1891 — капитан 1-го ранга Ланг, Владимир Иванович
- 07.01.1891 — 01.01.1893 — капитан 1-го ранга Гессен, Фёдор Егорович
- 01.01.1893 — 31.07.1895 — капитан 1-го ранга Зелёной, Николай Александрович
- 31.07.1895 — 26.01.1898[12] — капитан 1-го ранга Витгефт, Вильгельм Карлович
- 26.01.1898[12] — хх.хх.1900 — капитан 1-го ранга Шарон, Егор Егорович
- 10.07.1900 — хх.хх.1902 — капитан 1-го ранга Ван-дер-Шкруф, Михаил Ипполитович
- хх.хх.1902 — хх.хх.1904 — капитан 1-го ранга Добротворский, Леонид Фёдорович
- хх.хх.1904 — 14.05.1905[13] — капитан 1-го ранга Лебедев, Иван Николаевич